# Cricotopus ateritarsus
Cricotopus ateritarsus är en tvåvingeart som beskrevs av Bhattacharyay, Ali och Chaudhuri 1991. Cricotopus ateritarsus ingår i släktet Cricotopus och familjen fjädermyggor.
Artens utbredningsområde är Sikkim. Inga underarter finns listade i Catalogue of Life.